# Мебсута
Мебсута (Epsilon Geminorum, ε Geminorum) — зірка в сузір'ї Близнюків, на правій «нозі» близнюка Кастора. Видима зоряна величина +3,06 робить її однією з найяскравіших зір у цьому сузір'ї. Відстань до цієї зірки становить 860 світлових років (260 парсеків).

## Назва
ε Geminorum (лат. Epsilon Geminorum) — позначення Байєра. ЇЇ традиційні назви — Мебсута, Мельбула або Мелукта . Назва Мебсута сягає своїм корінням у давньоарабські чеси, коли вона і зоря Мекбуда (Дзета Близнюків) були лапами величезного лева. У 2016 році Міжнародний астрономічний союз організував Робочу групу з назв зірок (WGSN) для каталогізації та стандартизації власних імен для зірок. Перший бюлетень WGSN за липень 2016 року включав таблицю перших двох партій назв, затверджених WGSN; яка включала Мебсуту для цієї зірки.

## Характеристики
Спектр цієї зорі відповідає спектральному класу G8 Ib. Крім того, це може бути зоря, яка пройшла через асимптотичну гілку гігантів. Орієнтовна маса цієї зорі в 5,3 раза перевищує масу Сонця, її вік дорівнює 100 мільйонам років і вона розширилася до 130 розмірів Сонця. З 1943 року спектр цієї зорі служив однією зі стабільних опорних точок, за якими класифікуються інші зорі.
Епсилон Близнят випромінює зі своєї зовнішньої атмосфери приблизно в 9640 разів більше, ніж Сонце, при ефективній температурі 5000 К. Саме ця температура зумовлює жовтий колір зір класу G.

## Покриття
Епсилон Близнят лежить поблизу екліптики, тому можуть відбуватися його покриття Місяцем або планетами. Таке покриття відбулося 8 квітня 1976 року Марсом, що дало змогу виміряти характеристики зовнішньої атмосфери планети. 10 червня 1940 року відбулося покриття зорі Меркурієм, а 3 вересня 2015 року — астероїдом 112 Іфігенія.

## У культурі
USS Melucta (AK-131) — вантажний корабель ВМС США класу «Кратер», названий на честь зорі.